# Châu Thuận
Châu Thuận là một xã thuộc huyện Quỳ Châu, tỉnh Nghệ An, Việt Nam.